# Mimar Hayreddin
Mimar Hayreddin (auch Hajrudin oder Hayruddin; * im 15. Jahrhundert; † im 16. Jahrhundert in Istanbul) war ein osmanischer Architekt. Er konstruierte die 1566 fertiggestellte Stari most, die ‚Alte Brücke‘ welche der Stadt Mostar in Bosnien und Herzegowina den Namen gab.

## Leben
Hayreddins genaue Lebensdaten sind nicht bekannt oder widersprüchlich. Bereits sein Vater Ustādh Murād soll Architekt gewesen sein. Hayreddin war als Architekt am osmanischen Hof und anfangs für die Instandhaltung von Stadtmauern, Brücken und Kanälen zuständig. Bald wurde er Chefarchitekt des Hofbauamtes und diente unter den Sultanen Bayezid II., Selim I. und Süleyman I. Er gilt als Pionier der klassischen osmanischen Architektur und war Schüler des osmanischen Architekten Sinan.

## Werke
Gesichert gilt seine Erbauung der Stari most (Alte Brücke von Mostar) im Jahr 1566. Es wird vermutet, dass er außerdem Architekt der kleineren, der Stari most benachbarten Kriva Ćuprija (Krumme Brücke) sowie der Beyazıt-Moschee (1501–1506) in Istanbul oder an deren Wiederaufbau nach einem Erdbeben im Jahr 1509 beteiligt war. Außerdem errichtete er den Sultan-Bayezid-Komplex in Edirne und soll für den Sultan auch in Amasya gebaut haben. Zugeschrieben werden ihm von osmanischen Quellen auch die Karawanserei Pirinç Han in Bursa, Brücken in Edirne, Osmancik, Geyve und Sarunhan sowie zwei Moscheen im Istanbuler Stadtteil Galata.

## Ehrungen
Die Mimar-Hayreddin-Moschee in Istanbul trägt den Namen des Architekten.